# Taubstummheit
Taubstummheit, substantiviert aus dem Adjektiv taubstumm, bezeichnete vor allem im 18. und 19. Jahrhundert die Unfähigkeit von Personen, zu hören und sich lautsprachlich auszudrücken. Seit der zweiten Hälfte des 20. Jahrhunderts gilt das Wort „taubstumm“ als veraltet und wird von Betroffenen als diskriminierend empfunden. Der Begriff ist geprägt von der historischen Diskriminierung Gehörloser und kann zum anderen als Ausdruck einer audistischen Weltsicht verstanden werden.
Ein wertneutraler Begriff im deutschsprachigen Raum ist „gehörlos“, in Deutschland und Österreich zusätzlich „taub“.

## Begriffsgeschichte
Das zusammengesetzte Adjektiv entstand erstmals etwa um 1775 in Leipzig, als Samuel Heinicke eine Schule für taube Kinder eröffnete. Vorher wurden entweder „taub“, „stumm“, „taub und stumm“, oder „taub, der stumm ist“ (Martin Luther) verwendet. Er bezieht sich hier auf das biblische Gleichnis vom Taubstummen, das das Jesus im Markusevangelium erzählt (Mk 7,31–37 ). Entsprechende Wortzusammensetzungen in anderen Sprachen (frz. sourd-muet, engl. deaf-mute, span. sordomudo etc.) entstanden ebenfalls gleichzeitig mit dem Beginn der Bildung tauber Kinder in diesen Ländern. Zusammen mit dem Wort „gehörlos“ verhalf „taubstumm“ dem Taubstummenlehrerberuf ein höheres standespolitisches Ansehen zu erlangen, indem ein Taubstummenlehrer über seine Arbeit sagen konnte, „Aus Taubstummen machen wir durch unsere Lehrkunst Gehörlose“. So werden auch taube Kinder zum Erlernen des Sprechens und Vermeiden der Gebärden mit dem Spruch „Wenn du gebärdest, glauben (hörende) Leute, du seiest taubstumm. Du hast gelernt zu sprechen, also bist du nur gehörlos.“ motiviert.
Das Wort „taubstumm“ gilt mittlerweile als veraltet und wird aus zweierlei Gründen häufig als Beleidigung aufgefasst: Zum einen können Taube durch gezieltes Sprechtraining durchaus eine – unterschiedlich ausgeprägte – Fähigkeit zum Sprechen erwerben; Taubheit führt also nicht zwingend zur vokalen Stummheit. Zum anderen sind Nutzer der Gebärdensprache durchaus fähig, sich sprachgewandt mitzuteilen. Als „stumm“ werden sie wahrgenommen, wenn das Gegenüber die Gebärdensprache nicht beherrscht. Der Begriff „taubstumm“ beinhaltet also einen nicht vorhandenen Mangel. Zur Veranschaulichung lässt sich behaupten, die Mehrheit der Menschen sei „gebärdenblind“ oder „gebärdensprachbehindert“. Die Assoziation „stumm“ mit „dumm“ – Gebärdensprache sei eine Affensprache – spielt auch eine Rolle.